# Korneuburg
Korneuburg é um município da Áustria localizado no distrito de Korneuburg, no estado de Baixa Áustria.

## Geografia
A cidade está situada norocidental de Viena.
Ocupa uma área de 9,71 km². 20,76 % da área korneuburguesa são arborizados.

## População
Tinha 11.735 habitantes no fim de 2005.

## Religião
Como por toda a parte na Áustria,a religião principal é o Cristianismo.
- 68,4 % Catolicismo
- 4,2 % Protestantismo
- 3,6 % Ortodoxia
- 3,1 % Islão

## Política
O burgomestre se chama Wolfgang Peterl do Partido Social-Democrático da Áustria.

### Conselho Municipial
- SPÖ 18
- ÖVP 13
- Grüne 4
- FPÖ 1
- independente 1